# Hypsopsetta macrocephala
Hypsopsetta macrocephala — вид камбалоподібних риб родини Камбалові (Pleuronectidae).

## Поширення
Ви поширений на сході Тихого океану біля берегів американського штату Каліфорнія, мексиканського штату Баха-Каліфорнія та у Каліфорнійській затоці.